# 卡尔韦利
卡尔韦利是葡萄牙布拉干萨区的一个堂区。总面积23.05平方公里，总人口137人，人口密度5.9人/平方公里。